# باز نیم‌طوق
باز نیم‌طوق (نام علمی: Accipiter collaris) یک گونه پرنده شکاری کمیاب از خانواده بازان است. در کلمبیا، اکوادور، پرو و ونزوئلا یافت می‌شود. زیستگاه طبیعی آن جنگل‌های کوهستانی مرطوب در مناطق نیمه‌گرمسیری یا گرمسیری است. این گونه به طور بالقوه تحت تأثیر از دست دادن زیستگاه است.

## آرایه‌شناسی
معمولاً در سردۀ Accipiter قرار می‌گیرد و گونه خواهری باز ریز است. این گونه دوم، تنها گونه در سردۀ بازها است که هنوز مورد مطالعه قرار نگرفته و دارای سوراخ پروکوراکوئیدی بزرگ است. این بالاگونۀ collaris-superciliosus نیز از بازگنجشکی‌های اصلی (sparrowhawks) در جهات دیگر آناتومی و با توجه به توالی DNA متفاوت است. در نتیجه، سردۀ قدیمی Hieraspiza ممکن است برای آنها مناسب‌تر باشد.
در گذشته تصور می‌شد که Accipiter collaris با گونه ""A. superciliosus یک بالاگونه را تشکیل می‌دهد، اما اخیراً نشان داده شده است که A. superciliosus ممکن است به سردۀ Accipiter تعلق نداشته باشد. این موضوع ویژگی‌های شناخته‌شده از سردۀ بازها و قرار دادن گونه Accipiter collaris و گونه‌های دیگر که که قبلا تصور می‌شد در سردۀ بازها هستند، اکنون در موقعیت ناشناخته‌ای قرار داده است. 
نام سرده کنونی آن، «Accipiter»، در لاتین به معنای «باز»،  نام گونه آن، « collaris »، در لاتین به معنای «یقه»، «طوق» یا «گردن‌بند» است 

## ویژگی‌ها
این باز کوچک و کمیاب، در جنگل‌ها در ارتفاعات متوسط زندگی می‌کند. دارای روتنه مشکی و نوار سفید در پشت گردن است. قسمت زیرتنۀ آن سفید است و در کناره‌های آن لکه‌هایی وجود دارد. بازهای نیم‌طوق جوان بیشتر مایل به قهوه‌ای هستند. معمولاً در جنگل می‌ماند و پرندگان کوچک‌تر را شکار می‌کند و گهگاه با بال‌های باز اوج می‌گیرد.

### رژیم غذایی
اطلاعات بسیار کمی دربارۀ رفتار تغذیه باز نیم‌طوق وجود دارد، اما در شمال کلمبیا، یک نر با پرهای گنجشک‌سانان در شکمش یافت شد. باز نیم‌طوق دیگری در حال تعقیب Dusky Bush Tanagers در اوتانگا در دامنه‌های غربی آند در شمال غربی اکوادور پیدا شد. اینها نشان می‌دهد که این گونه عمدتاً یا تنها از پرندگان تغذیه می‌کند. 

### زادآوری
دوره نسلی (میانگین سن قبل از بلوغ) این گونه 5.1 سال است. 

## تهدیدها
در درجه نخست به دلیل کشاورزی گسترده و جنگل‌داری کاهش یافته است. در حالی که به نظر نمی‌رسد در حال حاضر بر جمعیت تأثیر آن بگذارد، اما ممکن است در آینده یک تهدید باشد. 